# Isidor Gunsberg
Isidor (Isidore) Arthur Gunsberg (Budapest, 2 de novembre de 1854 – Londres, 2 de maig de 1930) fou un jugador d'escacs austrohongarès. Va començar la seva carrera jugant dins l'autòmat d'escacs Mephisto, i posteriorment va esdevenir jugador professional. Va anar a viure a la Gran Bretanya el 1876, i posteriorment obtingué la nacionalitat britànica (el 12 de maig de 1908).

## Resultats destacats en competició
A finals dels 1880 i començaments dels 1890 Gunsberg fou un dels millors jugadors del món. El 1885 va guanyar el Congrés de la DSB celebrat a Hamburg (i que era el Campionat d'Alemanya extraoficial). Aquest any 1885, va fundar la British Chess Association, una de les organitzacions antecessores de l'actual Federació Anglesa d'Escacs. Gunsberg va participar en els campionats britànics dels anys 1880, i va guanyar els Congressos de la BCF dels anys 1885 i 1887 a Londres, i 1888 a Bradford, de manera que Gunsberg fou també tres cops campió britànic.
En matxs, va vèncer Joseph Henry Blackburne (+5 -2 =6) el 1887 i Henry Bird (+5 -1 =3) el 1889. El 1890, a l'Havana, empatà un matx (+9 -9 =5) amb Mikhaïl Txigorin, que en aquell moment era un ferm aspirant al campionat del món. El mateix any, el mateix Gunsberg va disputar a Wilhelm Steinitz el títol mundial, en un matx que va tenir lloc a Nova York i en el qual Gunsberg perdé (+4, =9, -6).

## Força escaquística
Arpad Elo va calcular que el millor Elo de Gunsberg (a 5 anys) fou de 2560 punts. Segons el sistema de càlcul d'Elo històric de Chessmetrics, en el seu millor moment, el juliol de 1889, Gunsberg tindria un Elo de 2744 punts, i seria el segon jugador mundial, només per darrere de Steinitz. Gunsberg estaria classificat en el primer lloc mundial, tot i que amb un Elo lleugerament inferior, el febrer del 1889. La seva millor actuació particular en competició fou el 1887, en el matx contra Joseph Henry Blackburne, en què hi feu 8 punts sobre 13 possibles (62%), contra una oposició de 2744, cosa que resulta en una performance de 2784.

## Columnista d'escacs
Gunsberg va complementar la seva activitat professional en escacs exercint de columnista. El 1916 va demandar el rotatiu Evening News per difamació, quan el van acusar que la seva columna d'escacs contenia "errors greus". Va guanyar el plet, després que els tribunals (en concret, la British High Court) es pronunciés en el sentit que, en qüestions escaquístiques, vuit descuits analítics no constitueixen un "error greu".